# Jean-François Dandrieu
Jean-François Dandrieu (Parijs, 1682 - aldaar, 17 januari 1738) was een Frans barokcomponist, organist en klavecinist.
Hij was een leerling van Jean-Baptiste Moreau en werd in 1705 de opvolger van Henry Mahieux als organist van de église Saint-Merri in Parijs. In 1710 werd hij de opvolger van zijn oom, de priester, organist en componist Pierre Dandrieu, als organist van Saint Barthélemy. In 1721 volgde zijn benoeming tot hoforganist. Hij heeft, naast enkele vocale werken, werken gecomponeerd voor orgel, klavecimbel en viool. Zijn werken staan in de muzikale traditie van François Couperin en Jean-Philippe Rameau.